# Schloss Döllnitz

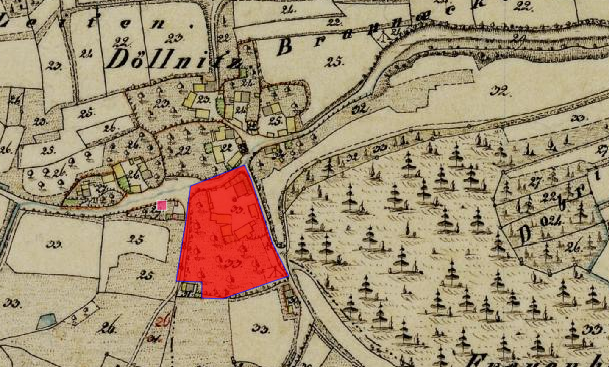
Lageplan von Schloss Döllnitz auf dem Urkataster von Bayern

Das Schloss Döllnitz befindet sich in Döllnitz (Döllnitz 12), einem Gemeindeteil der Stadt Pressath im oberpfälzischen Landkreis Neustadt an der Waldnaab. „Untertägige Befunde im Bereich des ehem. Schlosses und Landsassengutes Döllnitz“ werden als Bodendenkmal unter der Aktennummer D-3-6237-0070 geführt.

## Geschichte
Döllnitz war ein leuchtenbergisches Rittergut des kurpfälzischen Landrichteramtes Waldeck, gelegen im Unteramt Pressath. Mitte des 15. Jahrhunderts ist hier die Familie der Gradls (Gradt, Gredl, Gretel) nachweisbar. Hans Gredl hat 1469 den Empfang eines Reversbriefes für einen Hof zu Döllnitz bestätigt. Nach ihm tritt 1489 ein Hans Baier zu Döllnitz auf, dem ebenfalls ein leuchtenbergisches Lehen verliehen wurde. 1501 verkaufte Hans Baier sein Gut an die Gebrüder Gradl, deren Besitz nun als Sitz bezeichnet wird. 1520 tritt Sigmund Gretel als Lehensträger für seinen Bruder Pankraz auf, 1532 werden Pankraz und Hans Gretel gemeinsam im Besitz des Gutes bestätigt. Beide sind auch im Landsassenverzeichnis von 1534 eingetragen. Pankraz Gradl zu Grafenwöhr verzichtete 1551 auf seinen Anteil an dem Rittergut, 1571 quittierte Hans Gretel einen landesherrlichen Konsenses zur Aufnahme eines Kredits. 1586 urkundete Hieronimus von Gradt, der im Jahr zuvor den Anteil des Sitzes seines Bruders Veit erhalten hatte. Er bestätigte im gleichen Jahr für seine Brüder Hans, Veit und Joachim den landesherrlichen Empfang des Sitzes zu Döllnitz. 1600 fertigte Hieronimus von Gradt für sich und seinen Bruder Joachim den Lehensrevers für Döllnitz aus. 1608 bestätigte Joachim von Gradt den Lehensempfang allein. 1609 verkaufte Hieronimus von Grad den Sitz an seinen Schwager Hans Ernst, dieser ist noch 1615 und 1630 als Inhaber des Rittergutes Döllnitz nachweisbar. 1629 hatte er seinen Übertritt zum Katholizismus erklärt und blieb während des Dreißigjährigen Krieges unbehelligt im Besitz von Döllnitz. 1650 nahm Jakob Ernst, Forstmeister zu Speinshart, das Gut zu Lehen. Bereits 1652 wird hier seine Witwe genannt. Der Sohn Hans Simon Ernst ist 1664 in der Landsassenmatrikel eingetragen. Um 1670 übereignete er seinen Besitz an Hans Sigmund Jakob von Preising, der es 1696 seinem Sohn Hans Jakob von Preisig übereignete. 1721 erscheint Franz Leonhard Falkner von Sonnenburg als Besitzer auf, 1730 ist es Georg Falkner von Sonnenburg. 1748 werden seine Witwe und deren Söhne genannt. 1762 war Ignaz Anton Mariophilus Falkner von Sonnenburg, Gerichtsschreiber zu Treßwitz, unmittelbarer Lehensmann. Durch Tausch wurde 1773 Joseph Aron Strigler von Löwenberg Inhaber von Döllnitz. 1775 übernahm Joseph Heldmann den Besitz, dieser wird bei der letztmaligen Belehnung am 19. August 1807 nochmals genannt. Als nächster übernahm der Hofgerichtsadvokat Franz Joseph von Gämmlerer das Gut als Lehen von Georg Groß und Georg Kaufmann zu Grub. Eine gutsherrliche Jurisdiktion wurde damals nicht mehr ausgeübt. 1808 wurden Döllnitz, Wollau und die Waldung Brand zu dem Steuerdistrikt Döllnitz zusammengeschlossen. Döllnitz gehörte zur Gemeinde Riggau. Riggau wurde 1841 zum Landgericht älterer Ordnung Eschenbach und 1972 zum Landkreis Neustadt an der Waldnaab umgegliedert.

## Baulichkeit
Die Anlage ist heute ein Wohnbau mit Wirtschaftsgebäuden um einen rechteckigen Hof. Der Wohnbau ist ein massiver, rechteckiger Bau mit einem Krüppelwalmdach.